# Respiração cutânea

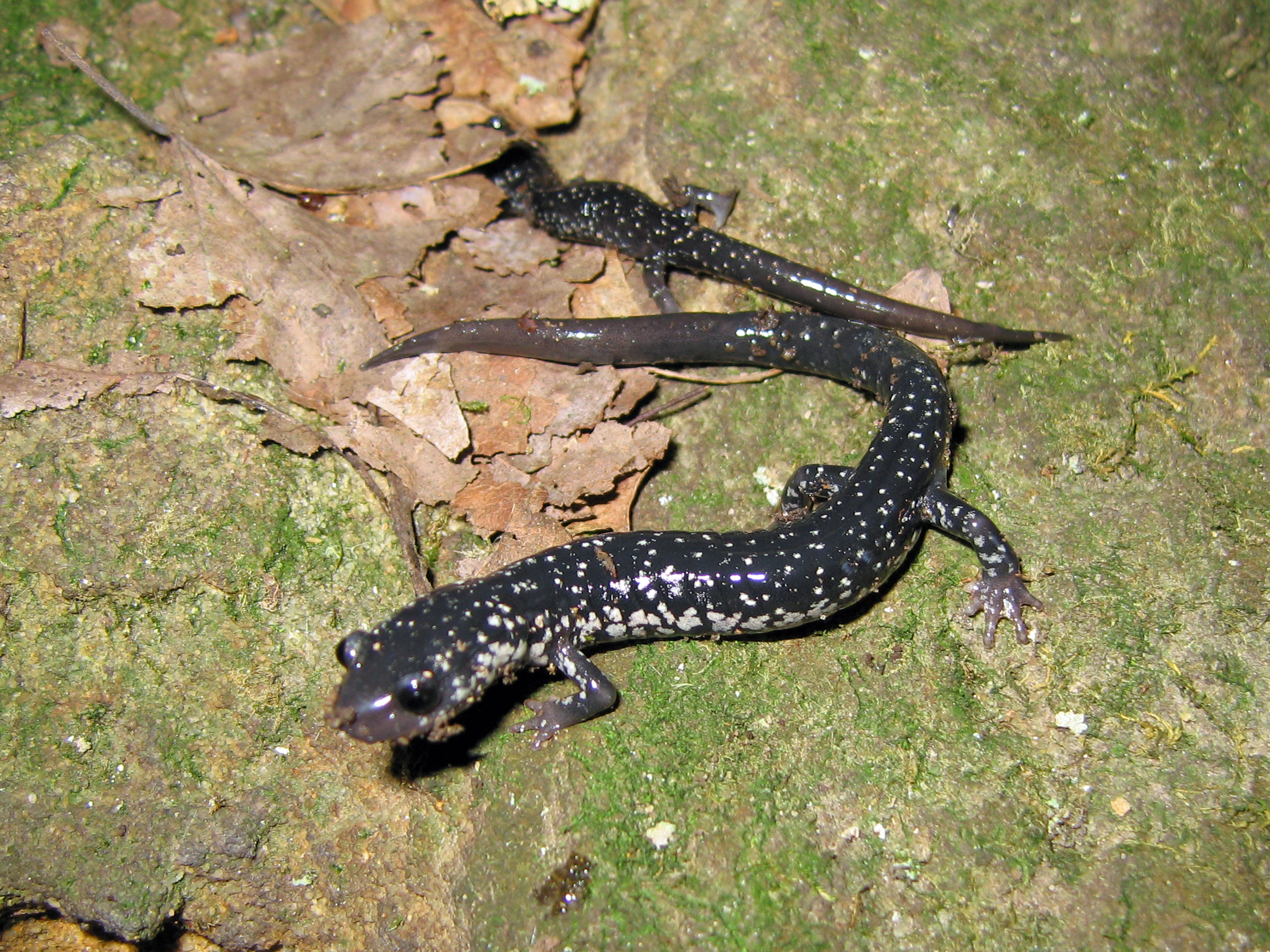
Plethodon glutinosus, espécie de salamandra que não possui pulmão e apenas realiza respiração cutânea.

A respiração cutânea ocorre em animais que não apresentam estruturas especializadas para a realização de trocas gasosas (a respiração pulmonar pode representar 70% e a respiração cutânea pode chegar a contribuir com 30% do total). Nesse estágio evolutivo, estas se realizam por difusão realizada pelas células superficiais (pele). Esse tipo de respiração ocorre em protistas, poríferos, cnidários, platelmintos, asquelmintos, anelídeos e cefalocordados. Ocorre também, não como única forma de trocas gasosas, em anelídeos poliquetas, moluscos e até mesmo em anfíbios. Os anfíbios só podem realizar a respiração cutânea quando estão dentro ou em contato com a água. A pele dos anfíbios é muito fina e também é responsável por "pegar" a água para eles, pois os anfíbios não tem como a obter por meio da boca. A respiração cutânea é basicamente um auxílio, pois o anfíbio não da conta de obter todo o oxigênio com a respiração pulmonar, porque possui circulação  dupla e incompleta, ou seja, o sangue que vai para seu corpo não está totalmente purificado.